# Sătuc (okręg Galbenu)
Sătuc – wieś w Rumunii, w okręgu Braiła, w gminie Galbenu. W 2011 roku liczyła 748 mieszkańców.